# ماورو مندونسا
ماورو مندونسا (بالبرتغالية: Mauro Mendonça‏) هو ممثل برازيلي، ولد في 2 أبريل 1932 في أوبا في البرازيل. من الجوائز التي نالها وسام الاستحقاق الثقافي ‏ سنة 2016.

## جوائز
- وسام الاستحقاق الثقافي [الإنجليزية]‏ (2016)

## وصلات خارجية
- ماورو مندونسا على موقع IMDb (الإنجليزية)
- ماورو مندونسا على موقع روتن توميتوز (الإنجليزية)
- ماورو مندونسا على موقع ألو سيني (الفرنسية)
- ماورو مندونسا على موقع أول موفي (الإنجليزية)
- ماورو مندونسا على موقع قاعدة بيانات الأفلام السويدية (السويدية)
- ماورو مندونسا على موقع قاعدة بيانات الفيلم (الإنجليزية)
- ماورو مندونسا على موقع كينوبويسك (الروسية)